# Smaltjärnen (Föllinge socken, Jämtland)
Smaltjärnen är en sjö i Krokoms kommun i Jämtland och ingår i Indalsälvens huvudavrinningsområde.